# Ліпа (Козеницький повіт)
Ліпа (пол. Lipa) — село в Польщі, у гміні Ґловачув Козеницького повіту Мазовецького воєводства.
Населення — 217 осіб (2011).
У 1975-1998 роках село належало до Радомського воєводства.

## Демографія
Демографічна структура станом на 31 березня 2011 року:
|          | Загалом | Допрацездатний вік | Працездатний вік | Постпрацездатний вік |
| -------- | ------- | ------------------ | ---------------- | -------------------- |
| Чоловіки | 116     | 29                 | 75               | 12                   |
| Жінки    | 101     | 21                 | 52               | 28                   |
| Разом    | 217     | 50                 | 127              | 40                   |